# Damernas stafett vid världsmästerskapen i skidskytte 2013
Damernas stafett vid skidskytte‐VM 2013 avgjordes fredagen den 15 februari 2013 kl. 17:15 (CET) i Nové Město na Moravě i Tjeckien.
Detta var damernas näst sista tävling på dessa världsmästerskap. Distansen var 4 × 6 km. Totalt åtta skjutningar: fyra liggande och fyra stående. Varje åkare hade fem ordinarie skott + tre extraskott på sig att skjuta ner de fem målen. Om det fortfarande fanns prickar kvar efter totalt åtta skott blev det straffrunda (-or).
Världsmästare blev Norge följt av Ukraina och Italien.

## Tidigare världsmästare i stafett
| År   | Ort             | Mästare         |
| ---- | --------------- | --------------- |
| 2007 | Antholz         | Tyskland        |
| 2008 | Östersund       | Tyskland        |
| 2009 | Pyeongchang     | Norge           |
| 2010 | Chanty-Mansijsk | Tävlades inte i |
| 2011 | Chanty-Mansijsk | Tyskland        |
| 2012 | Ruhpolding      | Tyskland        |

## Resultat
| Placering | Land        | Namn                                                                         | Tid       | Straffrundor + extraskott | Straffrundor + extraskott                               | Straffrundor + extraskott |
| Placering | Land        | Namn                                                                         | Tid       | Totalt                    | Individuellt (Ligg – Stå)                               |                           |
| --------- | ----------- | ---------------------------------------------------------------------------- | --------- | ------------------------- | ------------------------------------------------------- | ------------------------- |
| 1         | Norge       | Hilde Fenne Ann Kristin Flatland Synnøve Solemdal Tora Berger                | 1.08.11,0 | 1 + 9                     | 0 + 2 – 1 + 3 0 + 0 – 0 + 2 0 + 0 – 0 + 1               |                           |
| 2         | Ukraina     | Julija Dzjyma Vita Semerenko Valj Semerenko Olena Pidhrusjna                 | + 7,0     | 0 + 5                     | 0 + 0 – 0 + 1 0 + 2 – 0 + 0 0 + 1 – 0 + 0 0 + 0 – 0 + 1 |                           |
| 3         | Italien     | Dorothea Wierer Nicole Gontier Michela Ponza Karin Oberhofer                 | + 11,6    | 0 + 4                     | 0 + 0 – 0 + 0 0 + 2 – 0 + 0 0 + 0 – 0 + 2 0 + 0 – 0 + 0 |                           |
| 4         | Ryssland    | Jekaterina Glazyrina Olga Zajtseva Jekaterina Sjumilova Olga Viluchina       | + 29,0    | 0 + 7                     | 0 + 0 – 0 + 1 0 + 0 – 0 + 2 0 + 0 – 0 + 3 0 + 0 – 0 + 1 |                           |
| 5         | Tyskland    | Franziska Hildebrand Miriam Gössner Laura Dahlmeier Andrea Henkel            | + 30,9    | 0 + 11                    | 0 + 0 – 0 + 3 0 + 3 – 0 + 2 0 + 0 – 0 + 0 0 + 1 – 0 + 2 |                           |
| 6         | Frankrike   | Anaïs Bescond Sophie Boilley Marie-Laure Brunet Marie Dorin Habert           | + 36,7    | 0 + 13                    | 0 + 0 – 0 + 3 0 + 2 – 0 + 1 0 + 2 – 0 + 2 0 + 0 – 0 + 3 |                           |
| 7         | Vitryssland | Nadzeja Skardzina Ljudmila Kalintjyk Nastasja Dubarezava Darja Domratjeva    | + 1.02,2  | 1 + 7                     | 0 + 0 – 0 + 0 0 + 1 – 0 + 0 1 + 3 – 0 + 1 0 + 1 – 0 + 1 |                           |
| 8         | Slovakien   | Jana Gereková Anastasija Kuzmina Martina Chrapánová Paulina Fialková         | + 2.00,3  | 0 + 14                    | 0 + 1 – 0 + 2 0 + 3 – 0 + 2 0 + 2 – 0 + 1               |                           |
| 9         | Polen       | Krystyna Pałka Magdalena Gwizdoń Monika Hojnisz Weronika Nowakowska-Ziemniak | + 2.20,3  | 1 + 13                    | 0 + 2 – 0 + 0 1 + 3 – 0 + 3 0 + 1 – 0 + 2 0 + 1 – 0 + 1 |                           |
| 10        | Tjeckien    | Veronika Vítková Gabriela Soukalová Jitka Landová Barbora Tomešová           | + 2.54,7  | 2 + 10                    | 0 + 1 – 0 + 0 0 + 1 – 0 + 1 0 + 0 – 1 + 3 0 + 1 – 1 + 3 |                           |